# 2012: Судний день
«2012: Судний день» — кінофільм режисера Ніка Еверхарта, що вийшов на екрани в 2008 році.

## Зміст
Вчені вивчають стародавні манускрипти і виявляють страшне пророцтво про кінець світу. Записи обіцяють жахливу кончину для всього людства, якщо тільки люди не зуміють знайти священну піраміду, у якій заховане щось здатне запобігти всепланетній катастрофі. Та шлях до неї тернистий і сповнений неймовірно складних перешкод. Група сміливців вирушає на пошуки і тепер тільки від їхніх дій залежить виживання всього нашого роду.

## Ролі
| Актор          | Роль |
| -------------- | ---- |
| Кліфф Де Янг   | -    |
| Дейл Мідкіфф   | -    |
| Емі Доленц     | -    |
| Деней Нейсон   | -    |
| Джошуа Лі      | -    |
| Сара Томко     | -    |
| Каролін Аміго  | -    |
| Ширлі Рон      | -    |
| Луїс Грехем    | -    |
| Джонатан Нейшн | -    |

## Знімальна група
- Режисер — Нік Еверхарт
- Сценарист — Нік Еверхарт, Наомі Л. Селфман
- Продюсер — Девід Майкл Летт, Пол Бейлс, Меттью Болтон
- Композитор — Ральф Рікерманн